# 필로메나

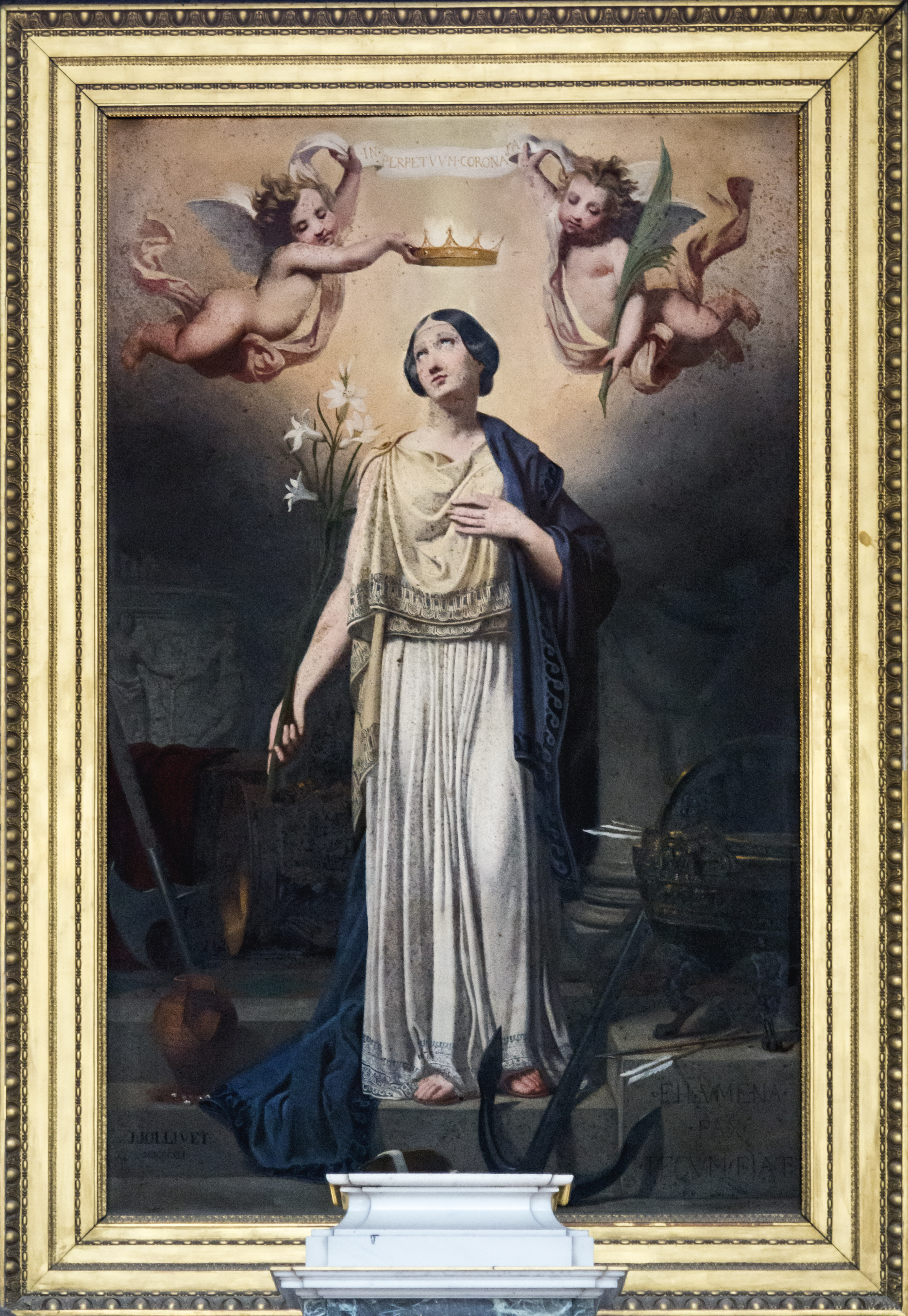
필로메나

필로메나(Philomena)는 가톨릭 교회에서 공경받는 순교한 소녀이다. 4세기에 순교한 젊은 그리스의 공주인 것으로 알려져있다. 성인에 대한 공경은 프리실라의 카타콤바의 순교자로 해석된 소녀의 유골 발견 후인 19세기 초에 시작되었다. 성인에 대해서는 아무것도 알려져 있지 않았지만, 무덤에서 발견된 라틴어 비문은 성인의 이름이 필로메나라고 했다.

원시 교회의 젊은 순교자로 간주되는 philomena는 19 세기 까지  어떤 순교록 에도 등록되지 않은 것으로 보입니다 . 1802년 5월 25일 로마 의 Via Salaria 에 있는 Santa Priscilla의 카타콤 에서 고고학적 발굴이 진행되는 동안 세 개의 테라코타 석판으로 봉인된 토굴이 발견되었습니다 . 그것은 거기에 묻힌 사람의 순교 와 순결을 암시하는 것으로 추정되는 상징 으로 둘러싸여 있었다 . 상징은 닻 , 세 개의 화살 , 손바닥 , 꽃 이었습니다 . 그들은 "Lumena — Pax Te — Cum Fi ». 이 행에서 비문을 시작하는 고대 전통에 따라 중간 행부터 읽으면 " Pax tecum Filumena " 로 읽을 수 있는 올바른 텍스트를 얻었습니다. 라틴어로 " 평화가 당신과 함께, Philomena"를 의미합니다.
그들이 무덤을 열었을 때 그들은 작은 뼈로 만들어진 해골을 발견했고 동시에 시체가 화살 에 찔린 것을 발견했습니다 . 유골을 조사한 외과의사는 부상의 종류를 확인했고 전문가들은 발견된 시신이 12~13세의 어린 소녀라는 데 동의했습니다. 그의 머리 근처에는 말라붙은 피로 해석되는 것이 담긴 깨진 꽃병이 있었는데, 다른 출처에서는 그것이 향수의 잔해라고 주장합니다. 피가 담긴 용기는 순교자를 매장할 때 초기 기독교인의 관습과 관련이 있습니다. 또한 손바닥의 표시로. 나중에 그의 시신은 비단 으로 안을 댄 흑단 상자 에 넣어 교회에 전달했습니다.1805년 8월 10 일 . 그의 유해는 그의 성역이 있는 무냐노 에 있는 은총의 성모 본당으로 옮겨졌습니다 . [ 2 ]
젊은 여성으로서 Pauline Jaricot은 심장병에 걸린 성 Philomena의 전구를 통해 치유되었습니다 . 성인을 기리기 위해 그는 세 개의 가톨릭 협회인 살아있는 묵주기도 협회 , 신앙 전파 협회, 성소 협회를 설립했습니다 . [ 3 ]